# TRAM
La TRAM (acronimo di Trasporti Riuniti Area Metropolitana) di Rimini era una azienda di trasporto pubblico della Provincia di Rimini, dal 2009 confluita nella holding Start Romagna.

## Storia

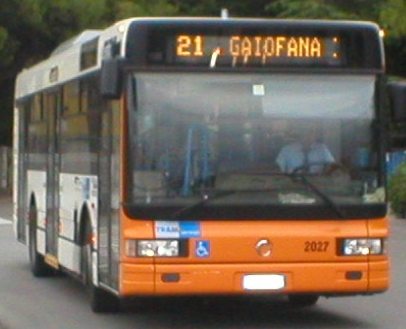
Rimini: Irisbus CityClass 491 Cursor n. 2027 di TRAM Servizi sulla ex linea 21 (ora 14)

Nel 1992 a Rimini nasce la TRAM, formata da tutti i comuni della provincia di Rimini, alcuni comuni delle province di Pesaro-Urbino e della provincia di Forlì-Cesena oltre che quelli appartenenti alla comunità montana Alta Val Marecchia.
Alla Tram sono confluiti autobus e mezzi della ATAM (Azienda Trasporti Autofiloviari Municipali) di Rimini, della TPU (Trasporto Pubblico Urbano) di Riccione e del distaccamento di Rimini della forlivese ATR (Azienda Trasporti Romagnoli).
Nel 2001 TRAM Rimini si è divisa in due società: TRAM Agenzia (che si occupa dell'organizzazione delle linee) e TRAM Servizi (che si occupa del parco veicoli).
Nel 2001 TRAM Servizi ha iniziato un servizio di autonoleggi di pullman GT denominato Tram Away! mentre TRAM Agenzia ha cambiato nome in AM (Agenzia per la Mobilità) nel marzo 2006.
Dalla divisione delle due aziende fino al 1º giugno 2009 la vendita dei titoli di viaggio è stata attribuita ad Agenzia Mobilità, a partire da tale data in ottemperanza a una disposizione della Regione Emilia-Romagna che imponeva il passaggio dei sistemi di bigliettazione al gestore del servizio tale compito è stato attribuito a Tram Servizi che lo esercita in nome del consorzio ATG.
Da novembre 2009, l'azienda, insieme alla AVM di Cesena e all'ATM di Ravenna, ha dato vita ad una holding denominata Start Romagna S.p.a. con sede legale a Cesena; questa aggregazione ha portato alla fusione le tre storiche società, dando così vita ad un unico organo che possa gestire l'intero settore dei trasporti del bacino romagnolo; il 28 settembre 2011 viene siglato l'atto di fusione che porta Start Romagna ad essere la nuova società di gestione del trasporto pubblico in Romagna, la fusione è diventata operativa a gennaio 2012.

## Il presente e il futuro di Tram Rimini

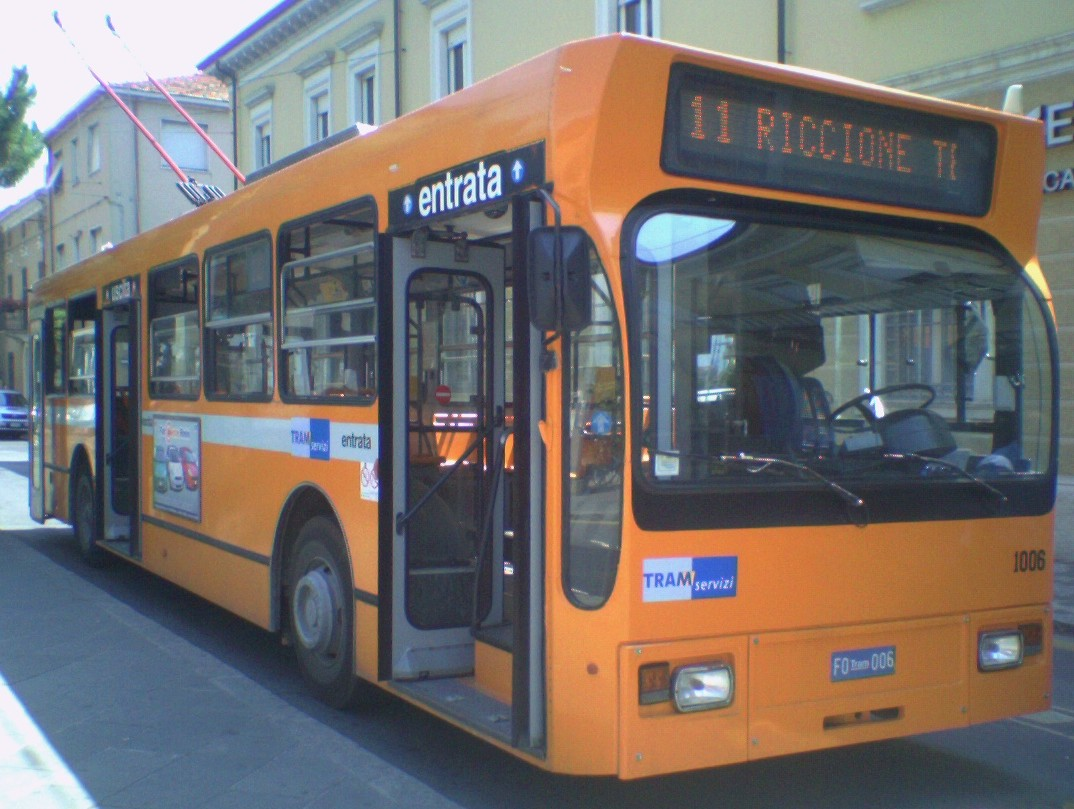
Filobus Volvo-Mauri B59 Ansaldo della TRAM Servizi n. 1006, in servizio sulla linea 11 a Rimini dal 1978 a settembre 2009

Nel 2011 Tram Servizi possedeva un parco mezzi che constava di 228 autobus (di cui 117 urbani, 26 interurbani, 32 suburbani, 34 scuolabus, 9 pullman GT e 6 mezzi speciali) più 5 filosnodati Van Hool, 3 minibus elettrici sperimentali denominati Albatros e fa parte del gruppo ATG (Adriatic Transport Group) insieme a Ferrovie Emilia Romagna (poi diventata TPER), Bonelli Bus, Alunni Autoservizi, Bacchini Giancarlo e Boldrini Autolinee.
A gennaio 2012 i mezzi sono confluiti nel parco di Start Romagna ed è iniziata l'applicazione dei nuovi loghi unificati al posto di quelli Tram Servizi e delle nuove matricole che corrispondono a quelle vecchie con l'aggiunta di un 3 davanti ad indicare il bacino di servizio di Rimini.
L'Agenzia Mobilità rimane responsabile della gestione di 56 linee commerciali (di cui 34 urbane/suburbane e 22 extraurbane) esercitate dal suddetto consorzio ATG oltre al servizio Blue Line, un servizio estivo di autobus notturni dedicato al collegamento della zona costiera con le principali discoteche e locali notturni della provincia.
La linea più importante dell'intero bacino di trasporto pubblico riminese è senz'altro la Filovia Rimini-Riccione, classificata come "linea 11", che impegna i 6 filosnodati Van Hool del parco aziendale Start Romagna (di cui 5 in servizio da giugno 2010 e 1 consegnato successivamente nel 2012), risultano invece tutti accantonati o demoliti i 17 Volvo-Mauri B59 Ansaldo, che sono stati utilizzati fino all'estate 2009.

## Parco veicoli Tram Servizi

### In servizio
Urbani

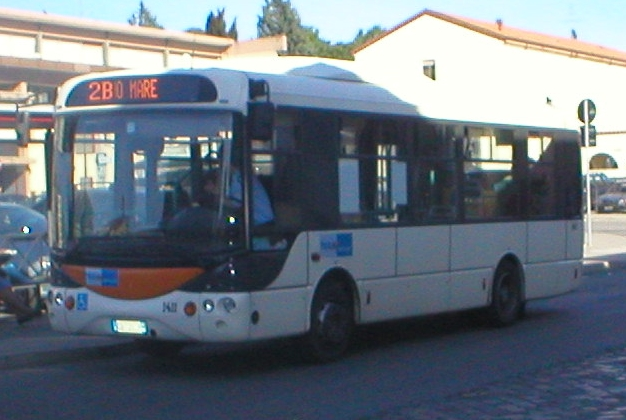
Rimini: Autodromo Alè matricola 1411 di Tram Servizi

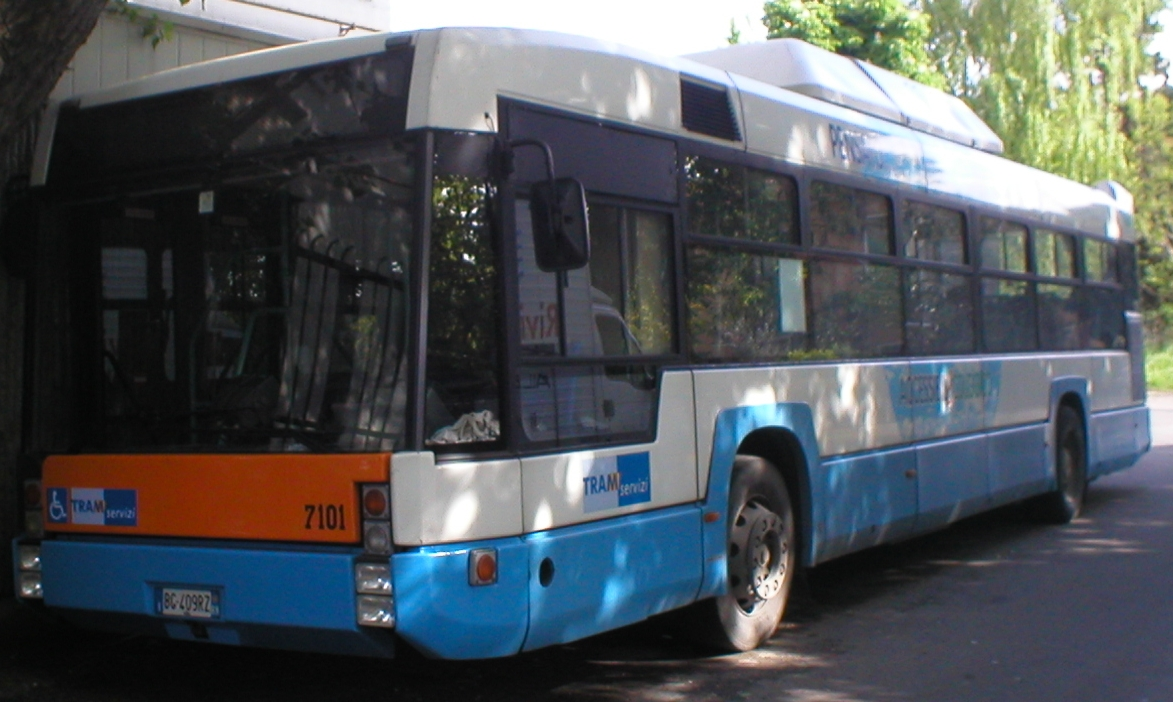
Rimini: Autodromo BusOtto GPL matricola 7101 di Tram Servizi

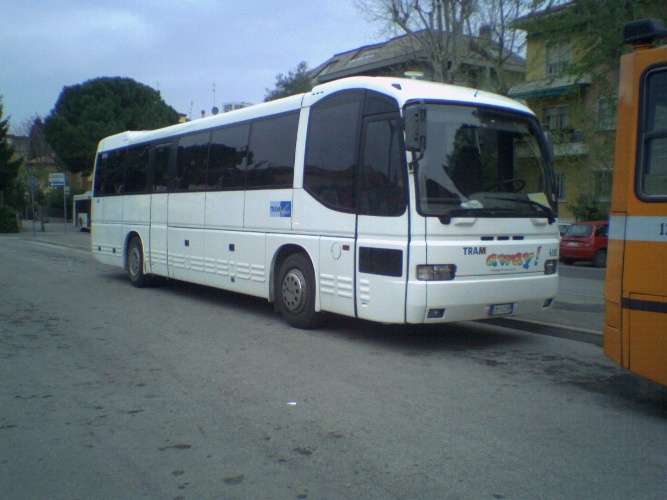
Rimini: Iveco EuroClass matricola 4161 di Tram Servizi

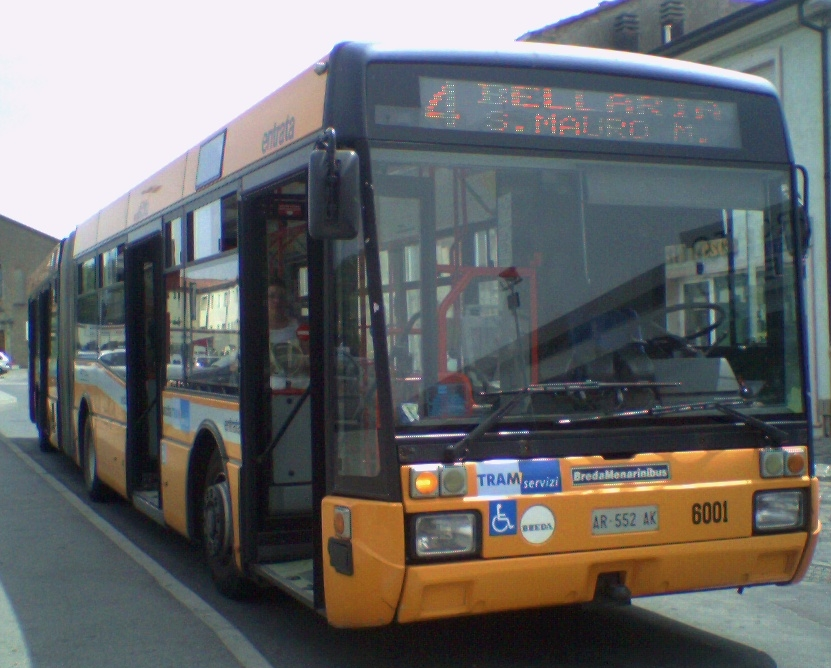
Rimini: BredaMenarinibus M321 U matricola 6001 di Tram Servizi

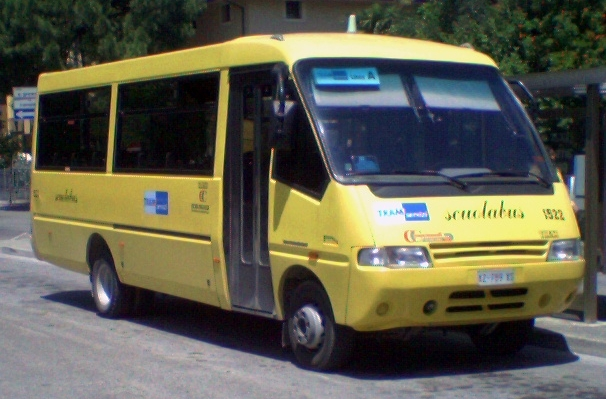
Rimini: scuolabus Cacciamali Thesi matricola 1522 di Tram Servizi

- 11 Iveco Autodromo Pollicino 35P (matricole 011-021, di cui 018-021 usati, solo 019-021 atti al servizio come scorte)
- 9 Cacciamali TCM890 (1401-1409 di cui 1406-1409 acquistati usati)
- 7 Autodromo Alè (1411-1417 di cui 1413-1417 acquistati usati)
- 1 Siccar 177 Inbus U210 FT (1714)
- 16 Siccar 177 Autodromo (1712-1713 + 1715-1730)
- 3 Siccar 286NU Autodromo Alice (1756-1758)
- 1 Menarini Monocar 201/2 NU (2019)
- 11 Irisbus 491.10.29 CityClass Cursor (2021-2031)
- 10 Iveco 491.12.27 CityClass (2101-2110)
- 1 Irisbus 491.12.29 CityClass Cursor (2111)
- 13 Irisbus Citelis (2121-2133)
- 2 MAN NL242 Autodromo BusOtto UL GPL (7101-7102)
- 1 MAN NL263 A21 GPL (7103)

Filobus
- 5 Van Hool NEW AG300T filosnodati (6501-6505)

Suburbani
- 4 Irisbus 591.10.29 CityClass Cursor (3011-3014)
- 1 Siccar 286.12LS BredaBus 3001 (3101)
- 2 Iveco 591.12.27 CityClass (3108-3109)
- 6 MAN NL242 Autodromo BusOtto SL (3110-3115)
- 5 MAN NL263 A21 (3116-3120)
- 14 Irisbus 591.12.29 CityClass Cursor (3121-3134)

Interurbani
- 4 Cacciamali TCI 9.72 (4011-4014)
- 4 Cacciamali TCI 10.5 (4051-4054)
- 2 Iveco 370S.12.30 Turbo (4130-4131, usati)
- 6 Iveco 380.12.35 EuroClass (4161-4166, usati)
- 1 Iveco 393.12.35 MyWay (4201, usato)

Gran turismo
- 4 Iveco 380.12.38 EuroClass HD (4151-4153 usati + 5104 nuovo)
- 1 Iveco 391.12.38 Domino 2001 HDH (5105)
- 1 Irisbus 397.12.43 Irisbus Domino 2001 HDH (5106)
- 2 Irisbus NEW Domino (5107-5108)
- 1 Setra S228 DT (5201, usato)
- 1 Neoplan N122/3 Skyliner (5202, usato)

Autosnodati:
- 6 BredaMenarinibus M321 U (6001-6006)
- 2 Iveco 491.18.35 CityClass Cursor (6010-6011)
- 6 BredaMenarinibus M340 U (6021-6026)

Speciali
- 1 Minitram Elettrico (attualmente inutilizzato) (7501)
- 3 Microvett Albatros (minitram elettrici, attualmente inutilizzati) (7502-7504)
- 2 Fiat 412 Aerfer (bipiani storici) (2728-2729)

Scuolabus
- 17 Cacciamali Thesi su Iveco A59.12 Daily (1514 + 1516 + 1521-1532)
- 5 Cacciamali Thesi su Iveco A65 Daily (1535-1538)
- 6 Cacciamali Tema su Iveco 100 EuroCargo (1551-1556)
- 2 Iveco A45 Daily (1515 + 1533)
- 1 Iveco Autodromo Bussola (1517)

### Radiati
Urbani
- 3 Fiat Autodromo Pollicino 20P (001-003)
- 2 Fiat Autodromo Pollicino TH11 (051-052)
- 12 Fiat 470.12.20 (1601-1612)
- 1 Siccar 176 Inbus U210 (1701)
- 10 Siccar 177 Inbus U210.80 (1702-1711)
- 5 Menarini Monocar 201/0 LU (2001-2005)
- 10 Menarini Monocar 201/1 NU (2006-2010 + 2014-2018)
- 5 Siccar 283NU Inbus U210 FT-N (1751-1755)
- 1 Menarini Monocar 201/2 LU (2020)
- 4 Autodromo Alè Ibrido (7401-7404)

Speciali
- 1 Fiat 370.12.26 Menarini C10 (ludobus) (4102)

Scuolabus
- 1 Fiat 329 Ruggeri scuolabus (1509)
- 1 Fiat A70 Ruggeri (1518)
- 4 Fiat A90 CAM (1301-1304)
- 1 Mercedes Sora (1513)
- 1 Fiat A55 (1519)

Filobus
- 17 Volvo-Mauri B59 Ansaldo (1001-1017)

Suburbani
- 3 Menarini Monocar 201/1 NS (3001-3003)
- 4 Menarini Monocar 201/0 LS (3102-3105)
- 10 Siccar 176LS DeSimon (1901-1910)
- 2 Siccar 176LS Autodromo (3106-3107)
- 1 Iveco 571.10.21/90 S-Effeuno (3004)

Interurbani
- 1 Fiat 370.10.25 (4001)
- 1 Fiat 315.8.17 (4002)
- 4 Fiat 370.12.26 Menarini C10 (4101-4105)
- 3 Fiat 370.12.25 (4106-4107)
- 1 Fiat 370.12.25 Autodromo I80 (4108)
- 21 Siccar 166 Inbus I330 (4109-4129)

Noleggio
- 1 Fiat 370.12.35 Orlandi Poker (5101)
- 1 Setra S215HD (5102)
- 1 Volvo B12 Barbi Italia 99 (5103)
- 1 Iveco 315.8.18 Orlandi Poker (4003)
- 1 Setra S309 HD (4004)

### In ordinazione
- 1 filosnodato Van Hool NEW AG300T (+ 1 in opzione),